# 藤原時長 (平安時代前期の貴族)
藤原 時長（ふじわら の ときなが）は、平安時代前期の貴族。藤原北家魚名流、越前守・藤原高房の子。官位は正五位下・常陸介。

## 経歴
従五位下に叙爵後、元慶元年（877年）陽成天皇の大嘗祭にて美濃守・源覚らとともに美濃介として時長も悠紀行事を務める。その後、従五位上・兵部少輔に叙任され、元慶3年（879年）斎宮・識子内親王の行禊に際して後次第司長官を務めた。
光孝朝の仁和2年（886年）正月に正五位下に叙せられる。また、肥後守に任ぜられるが赴任すべき時期になっても出発しなかったらしく、2月に状況を質すために召問され、5月には位階を一階落とされた。
また、時期は不明ながら常陸介を務めている。

## 官歴
『日本三代実録』による。
- 時期不詳：従五位下
- 元慶元年（877年） 4月26日：見美濃介
- 時期不詳：従五位上
- 元慶3年（879年） 8月19日：見兵部少輔
- 時期不詳：肥後守
- 仁和2年（886年） 正月7日：正五位下。5月18日：降一階（従五位上）
- 時期不詳：常陸介[2]

## 系譜
『尊卑分脈』による。
- 父：藤原高房
- 母：藤原真夏の娘
- 妻：秦豊国の娘
  - 男子：藤原利仁